# Banggaidvärguv
Banggaidvärguv (Otus mendeni) är en fågel i familjen ugglor inom ordningen ugglefåglar.

## Utbredning och systematik
Arten förekommer i Banggaiöarna utanför Sulawesi, på Peleng och eventuellt också Labobo. Den behandlades tidigare som underart till sulawesidvärguv (Otus manadensis) men urskiljs allt oftare som egen art.

## Status
Arten kategoriseras av IUCN som nära hotad.